# Epichloe
Genre
Synonymes
- Cordyceps subgen. Epichloë Fr., 1849[2]
- Elsinoe Racib., 1900[2]
- Epichloë (Fr.) Tul. & C. Tul. (1865), 1865[2]
- Typhodium Link[2]

Epichloe (ou Epichloë) est un genre de champignons ascomycètes de la famille des Clavicipitaceae, parasite de graminées.

## Description générale

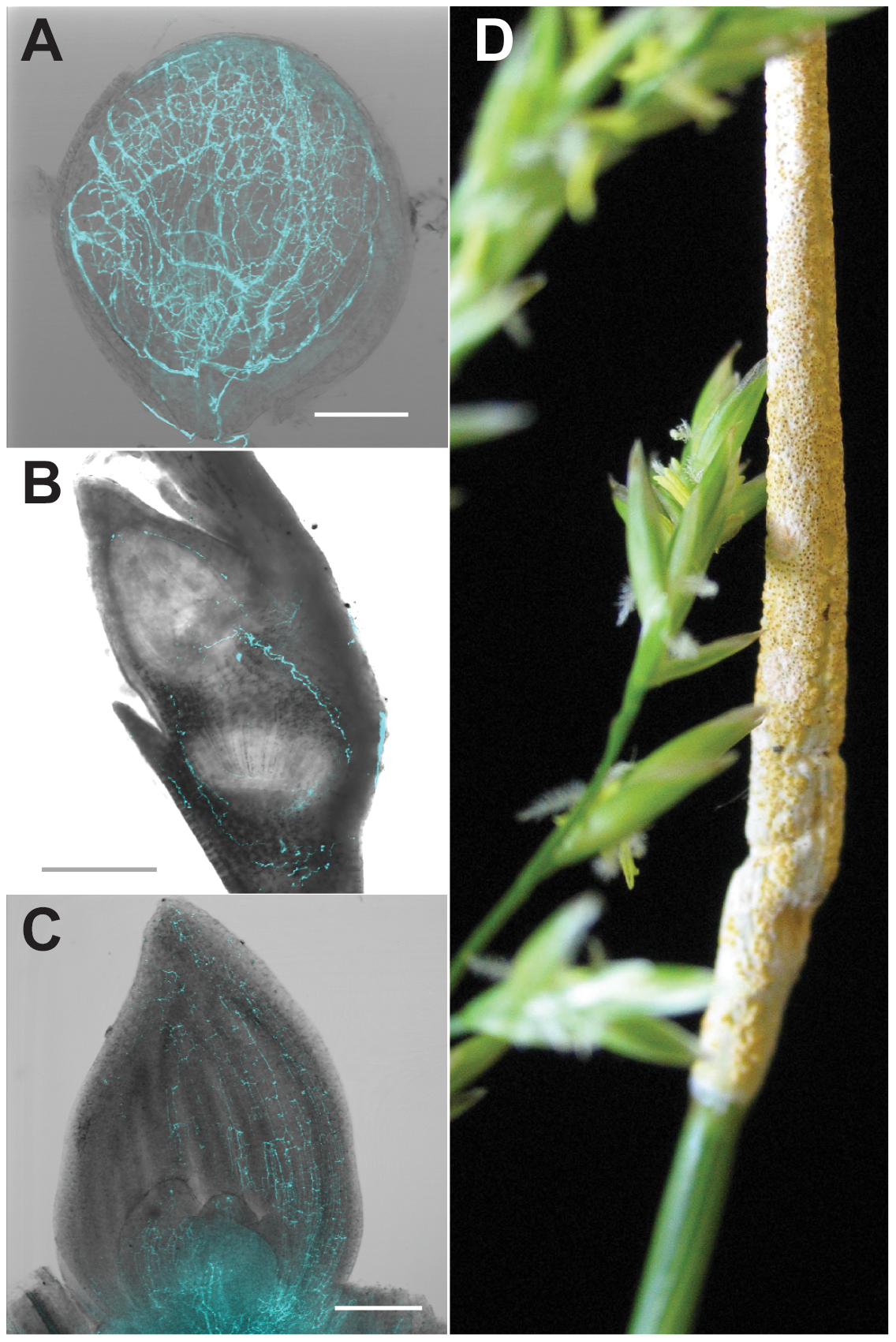
Epichloë festucae.

Le champignon forme un manchon appelé « quenouille » autour de tiges de graminées de la sous-famille des Pooideae, empêchant ainsi la formation de l'épi. Jeune, la quenouille est blanchâtre. À maturité, de petites fructifications sphériques et enfoncées se forment, serrées les unes contre les autres, le stroma prend alors une couleur jaune à orange, puis brunâtre.
Les espèces du genre Epichloe se distinguent surtout par leur hôte et la taille de leurs spores. En Europe, Epichloe typhina se trouve sur Dactylis glomerata, Poa nemoralis et Poa trivialis ; Epichloe baconii se rencontre sur les genres Agrostis et Calamagrostis ; Epichloe clarkii parasite le genre Holcus ; Epichloe sylvatica infeste Brachypodium sylvaticum ; Epichloe bromicola a pour hôte les genres Bromus et Hordelymus et Epichloe festucae est présente sur les genres Festuca et Koeleria.

## Intoxication du bétail
Epichloe coenophiala est une espèce, qui, dans sa forme asexuée, est un endophyte de graminées qui produit de puissants alcaloïdes intoxiquant le bétail. C'est notamment le cas du cultivar 'Kentucky 31' de la Fétuque élevée qui est devenu invasif principalement en Amérique du Nord, en Australie et en Nouvelle Zélande.

## Reproduction

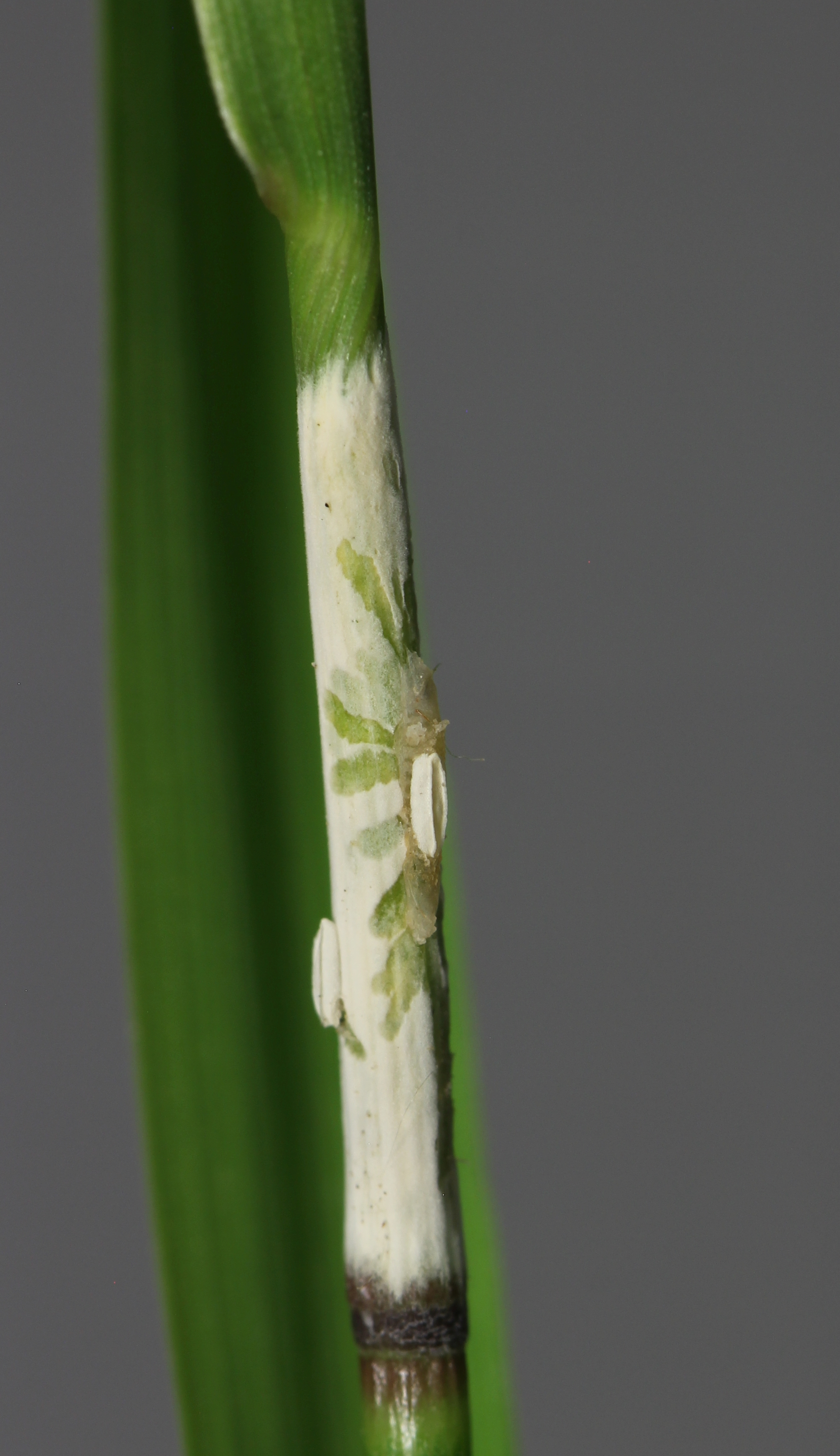
Stroma d'Epichloe baconii formé sur Agrostis stolonifera, montrant les œufs, les chambres à couvain et les pistes d'alimentation des larves de mouches Botanophila.

L'échange de gamètes se fait par l'intermédiaire de mouches du genre Botanophila. Les femelles du diptère sont attirées par les composés volatiles produits par le champignon pondent sur les jeunes quenouilles blanches et, après l'éclosion des œufs, les larves des mouches consomment les tissus et les spores du champignon jusqu'à maturité. Lors de ce processus, les femelles se nourrissent des tissus du champignon contenant des spermaties et défèquent sur toute la longueur du stroma. Les spermaties n'étant pas endommagées dans l'intestin de la mouche sont déposées sur les stromas suivants que la mouche visite. Les champignons Epichloë sont auto-incompatibles et, par conséquent, les mouches fécondent les champignons de manière croisée. Il s'agit d'un équivalent à la pollinisation entomophile unique dans le règne des Fungi,. Les mouches Botanophila semblent être les principaux vecteurs de spores bien que d'autres vecteurs, comme les limaces, aient été impliqués.
La fécondation permet la formation abondante de périthèces et le stroma prend alors une couleur orange marquée. La contamination des chaumes par les ascospores se fait au niveau des stigmates ou au niveau de blessures comme les plaies de coupe ou les morsures de l'insecte,.
Ce mutualisme semble plutôt stable. Cependant, le taux de mortalité larvaire a tendance à augmenter avec la densité d'œufs de Botanophila sur un stroma. De plus, la relation entre la mouche Botanophila et l'Epichloe est limitée par le parasite sexuel bactérien du genre Wolbachia qui diminue drastiquement la présence de mâles et par conséquent la fécondation des femelles. Une hypothèse voudrait que les Epichloe puissent moduler le développement de la bactérie entomopathogène par la production d'agents antimicrobiens, ce qui induirait une réponse à la surexploitation des larves et une stabilisation dans la relation Epichloe-Botanophila.
La reproduction d'Epichloe peut être également purement végétative. Le mycélium se développe de façon invisible à l'œil nu à l'intérieur de la plante et migre dans la semence, permettant ainsi la multiplication du champignon. Le champignon peut également se maintenir dans la partie basse de la plante et réapparaitre plusieurs années sur le même pied.

## Ensemble des espèces
Liste des espèces selon GBIF (20 novembre 2022) :
- Epichloe alsodes Shyman., C.A.Young, Charlton & Faeth
- Epichloe amarillans J.F.White
- Epichloe aotearoae (C.D.Moon, C.O.Miles & Schardl) Leuchtm. & Schardl
- Epichloe australiensis (C.D.Moon & Schardl) Leuchtm.
- Epichloe baconii J.F.White
- Epichloe bertonii Speg.
- Epichloe brachyelytri Schardl & Leuchtm.
- Epichloe bromicola Leuchtm. & Schardl
- Epichloe cabralii Iannone, M.S.Rossi & Schardl
- Epichloe canadensis Charlton & C.A.Young
- Epichloe chisosa (J.F.White & Morgan-Jones) Schardl
- Epichloe clarkii J.F.White
- Epichloe coenophiala (Morgan-Jones & W.Gams) C.W.Bacon & Schardl
- Epichloe danica Leuchtm. & Oberhofer
- Epichloe disjuncta Leuchtm. & Oberhofer
- Epichloe elymi Schardl & Leuchtm.
- Epichloe eragrostidis Pole-Evans
- Epichloe festucae Leuchtm., Schardl & M.R.Siegel
- Epichloe funkii (K.D.Craven & Schardl) J.F.White
- Epichloe gansuensis (C.J.Li & Nan) Schardl
- Epichloe glyceriae Schardl & Leuchtm.
- Epichloe hordelymi Leuchtm. & Oberhofer
- Epichloe hybrida M.P.Cox & M.A.Campbell
- Epichloe inebrians (C.D.Moon & Schardl) Li Chen & C.J.Li
- Epichloe kyllingae Racib.
- Epichloe liyangensis Z.W.Wang, Y.Kang & H.M.Miao
- Epichloe melicicola (C.D.Moon & Schardl) Schardl
- Epichloe mollis Leuchtm. & Schardl
- Epichloe montana Racib.
- Epichloe novae-zelandiae Leuchtm. & A.V.Stewart
- Epichloe occultans (C.D.Moon, B.Scott & M.J.Chr.) Schardl
- Epichloe pampeana (Iannone & Cabral) Iannone & Schardl
- Epichloe poae Tadych, Ambrose, F.C.Bel. & J.F.White
- Epichloe sibirici (X.Zhang & Y.B.Gao) Tadych
- Epichloe siegelii (K.D.Craven, Leuchtm. & Schardl) Leuchtm.
- Epichloe sinica (Z.W.Wang, Y.L.Ji & Y.Kang) Leuchtm.
- Epichloe sinofestucae (Y.G.Chen, Y.L.Ji & Z.W.Wang) Leuchtm.
- Epichloe sporoboli Teng
- Epichloe stromatolonga (Y.L.Ji, L.H.Zhan & Z.W.Wang) Leuchtm.
- Epichloe sylvatica Leuchtm. & Schardl
- Epichloe tembladerae (Cabral & J.F.White) Iannone & Schardl
- Epichloe typhina (Pers.) Brockm.
- Epichloe uncinata (W.Gams, Petrini & D.Schmidt) Leuchtm. & Schardl
- Epichloe warburgiana Magnus
- Epichloe yangzii Wei Li & Z.W.Wang
- Epichloe zahlbruckneriana Henn.